# Медсестра передової практики (APN)
Медсестра передової практики (APN) — це медсестра з післядипломною освітою сестринської справи. Спеціальність МПП передбачає більш поглиблений методологічний підхід до проблем людського здоров'я. Підготовка спеціаліста відбувається на основі вищої якості освіти, ширшою сферою практики та більшим контролем до вмінь в сестринській справі. Сьогодні усі МПП зобов'язані здобути принаймні ступінь магістра сестринської справи по одному із напрямків спеціалізації.
Навчання Медсестер із передовою практикою проходить по чотирьох напрямах спеціалізації:
- Клінічна медсестра (CNS)
- Медсестра-анестезіолог
- Медсестра-акушерка
- Практикуюча медсестра (NP)